# Arctia bevani
Arctia bevani là một loài bướm đêm thuộc phân họ Arctiinae, họ Erebidae.